# Kapai
Kapai es un municipio filipino de cuarta categoría, situado al oeste de la isla de Mindanao. Forma parte de  la provincia de Lánao del Sur situada en la región de la Nación Mora. Para las elecciones está encuadrado en el Primer Distrito Electoral de esta provincia.

## Geografía
Se trata del municipio más meridional de la provincia, al norte del lago Lánao y fronterizo con la provincia de Lánao del Norte.

### Barangayes
El municipio  de Kapai se divide, a los efectos administrativos, en 20 barangayes o barrios, conforme a la siguiente relación:
| - Cormatán - Dimagaling - Dimunda - Doronán | - Kapai (Población) - Malna - Pagalongán - Parao | - Kasayanán - Kasayanán Oeste - Dilabayán - Dilimbayán | - Kibolos - Kining - Pindolonán - Babayog | - Gadongán - Lidasán - Macadar - Pantaón |  |

## Historia

### Influencia española
Este territorio   fue parte  del Imperio español en Asia y Oceanía (1520-1898).
El Distrito 7º de Lanao fue  creado a finales del siglo XIX, concretamente el 8 de octubre de 1895. Su territorio, segregado de los distritos 5º de Cottabato y 2º de Misamis, no fue dominado completamente por las armas españolas.

### Ocupación estadounidense

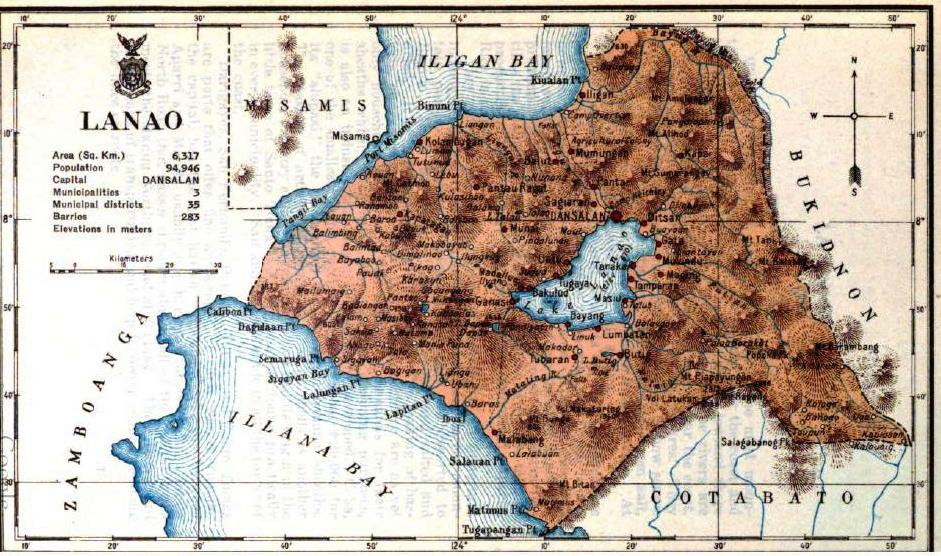
Provincia de Lánao, Census of the Philippine Islands taken under the Direction of the Philippine Legislature in the year 1918.

En 1903, al comienzo de la ocupación estadounidense de Filipinas Lánao forma parte de la nueva provincia del Moro. Al crearse el Departamento de Mindanao y Joló en septiembre de 1914 se convierte en una de sus siete provincias.
Kapai era uno de los distritos municipales de la Provincia de Lánao.

### Independencia
El 22 de mayo de 1959 la provincia de Lánao fue dividida en dos provincias, una que se conoce como Lánao del Norte y el otro como Lánao del Sur.
Lánao del Sur comprende  el distrito municipal de Kapai.
El 11 de junio de 1968 los barrios de Kianibong, Kingan, Malinao, Mimbagulang, Purung, Inodaran, Cadayonan, Sarimbar, Indolang, Tagoloan, Kolambogan, Sigayan, Kibanog, Malingen, Man-ay, Mipait, Imaon, San Olipio, Marawi, Mago-Ingud, Dagonalan, Banguian, Bayog, Buntong, Ragundang, Pikutan, Patpat, Kamadahan, Bantalan, Molobolo, Quiapo, Logisan, Gayakay, Bansayan, Kitaon, Maganding, Kalilangan, Lantud y de Basigan, hasta entonces pertenecientes al municipio de Kapai,  quedan segregados para formar el nuevo municipio de Tagoloán, cuyo ayuntamiento se situará en el barrio del mismo nombre.
El 4 de octubre de 1971 la provincia fue dividida en dos Maranao y Lánao del Sur, Kapai pasa a formar parte de la nueva provincia.

### Autonomía
El 23 de  abril de 2001 fue creado el municicipio de Jerife Alawi (Sharief Alawi), formado por los barrios de Kapai, Coromatán, Malna y Doronán, hasta entonces pertenecientes a Kapai y los de Kitaonán y de Kalitangán de Togoloán II.